# Mallococcus vitecicola
Mallococcus vitecicola är en insektsart som beskrevs av Young in Wan et al. 1985. Mallococcus vitecicola ingår i släktet Mallococcus och familjen skålsköldlöss. Inga underarter finns listade i Catalogue of Life.